# バルト海の戦い (第一次世界大戦)
バルト海の戦いは、第一次世界大戦中にバルト海で行われた一連の戦闘を指す。大戦中、この海域ではドイツ帝国軍とロシア帝国軍、イギリス軍との間で、ロシア革命後は臨時政府のロシア、ロシア共和国とドイツ軍、ドイツの降伏後はソヴィエト・ロシア軍とイギリス軍等の間で戦闘が行われた。

## 開戦当初の状況
開戦時点でのロシア帝国海軍バルト海艦隊の勢力は戦艦4隻、装甲巡洋艦6隻などであり、司令官はニコライ・オットヴィチ・フォン・エッセンであった。それに対し、ドイツ帝国海軍のバルト海艦隊は軽巡洋艦7隻他であり、ミシュケ少将が指揮を執っていた。
1914年8月2日、ドイツ軽巡洋艦「アウクスブルク」、「マクデブルク」がリーバウに現れた。前者は機雷を敷設し、後者はリーバウを砲撃した。これ以後もドイツ海軍は出撃を繰り返したが、8月26日に「マクデブルク」がエストニア沿岸で座礁し失われた。後日、ロシアは「マクデブルク」からドイツの暗号書を入手した。

## 機雷戦
ロシア軍は機雷敷設艦6隻を保有しており、さらに他にも機雷敷設能力を持つ艦が多数あった。ロシア軍は開戦当初からフィンランド湾、リガ湾入り口に機雷を設置した。さらにドイツの沿岸部にさえも機雷設置を行った。11月17日、ドイツ装甲巡洋艦「フリードリヒ・カール」がダンツィヒ湾で触雷し沈没した。その後も機雷によるドイツ艦の損害は相次ぎ、1915年12月17日には軽巡洋艦「ブレーメン」が触雷により沈没した。さらに、1916年11月10日にはフィンランド湾突入を図ったドイツ水雷艇11隻のうち7隻が機雷で沈没した。なお、ドイツ軍の機雷によるロシア側の損害はドイツ側が受けた損害に比べて軽微であった。
両軍の機雷敷設部隊は何度が小競り合いを起こした。最大のものは1915年7月2日にゴトランド島近海で発生したもので、ドイツ軽巡洋艦「アウクスブルク」、機雷巡洋艦「アルバトロス」、駆逐艦3隻とロシア装甲巡洋艦「アドミラール・マカーロフ」、「バヤーン」、防護巡洋艦「オレーク」、「ボガトィーリ」とが遭遇し戦闘となった。戦闘は当初はロシア側が有利に進め「アルバトロス」は座礁し破壊されたが、その後ドイツ装甲巡洋艦「ローン」、ロシア装甲巡洋艦「リューリク」が戦場に現れた。結局ドイツ側が戦場を離脱し戦闘は終結した。

## 潜水艦戦
ドイツ軍は大型水上艦のかわりに潜水艦を投入した。1914年10月11日ドイツ潜水艦「U-26」はロシア装甲巡洋艦「パルラーダ」を雷撃、撃沈した。また、1915年6月4日にはロシア敷設艦「エニセイ」を「U-26」が撃沈している
一方、ロシアの潜水艦は整備不良と練度不足により戦力外となっていた。そのためイギリスが潜水艦をバルト海へ送り込んできた。10月18日、第一陣として「E1」と「E9」の2隻がバルト海に入った。さらに1915年には第2陣として5隻が送られた。同年、イギリス潜水艦は7月1日に装甲巡洋艦「プリンツ・アーダルベルト」を11月7日に軽巡洋艦「ウンディーネ」を撃沈するなどの戦果をあげた。
1916年になるとイギリス潜水艦の出撃は減少し、5月24日には「E-18」がドイツ駆逐艦「V100」により撃沈されている。1918年3月、ロシアがドイツと講和したためイギリスの潜水艦は自沈した。

## 第一次リガ湾攻防戦
1915年5月、陸軍によるリーバウ攻略支援のためにドイツ海防戦艦「ベオウルフ」、装甲巡洋艦「プリンツ・アーダルベルト」、「ローン」、「プリンツ・ハインリヒ」、軽巡洋艦3隻などからなる艦隊が出撃した。さらに、ロシア艦隊の出撃に備えドイツ海軍は巡洋艦4隻駆逐艦21隻を展開させた。この内軽巡洋艦「ミュンヘン」がロシア艦隊と遭遇、交戦した。
7月、ドイツ海軍はバルト海へ前弩級戦艦7隻を移動させた。8月、ドイツ海軍はリガ湾に侵入しムーン水道などを沈船で封鎖する作戦を実行に移した。この作戦のためバルト海のドイツ海軍は大洋艦隊から大規模な増援（弩級戦艦8隻、巡洋戦艦3隻など）を受けた。これに対するロシア軍は、リガ湾入り口のオーゼル島、タゴ島、ムーン島、ウォルムス島に設置されていた重砲や機雷原のほか、前弩級戦艦「スラーヴァ」が送り込まれた。8月8日、ドイツ海軍はリガ湾への入り口であるイルベ海峡の掃海を開始した。その妨害にロシア戦艦「スラーヴァ」が出撃しドイツ前弩級戦艦「ブラウンシュヴァイク」、「エルザス」と交戦した。結局、ドイツ軍は掃海に手間取ったことから戦闘を打ち切って撤収した。この作戦でドイツ巡洋艦1隻、駆逐艦1隻が触雷して損傷した。
8月10日、ドイツ装甲巡洋艦「ローン」、「プリンツ・ハインリヒ」がソルベ半島を砲撃した。
8月16日、ドイツ軍は2度目の作戦を開始した。今回は弩級戦艦「ポーゼン」と「ナッサウ」が「スラーヴァ」と交戦した。8月19日にドイツ艦隊はリガ湾内に侵入した。この日、ドイツ戦艦「ポーゼン」、軽巡洋艦「アウクスブルク」がロシアの砲艦「シヴーチ」、「コレーエツ」と交戦した。「シヴーチ」は撃沈され、逃走した「コレーエツ」も座礁した。またこの日ドイツ駆逐艦S31が触雷によって沈んだ。8月20日、敵潜水艦の存在が報告されたことからドイツ海軍は撤退した。

## 第二次リガ湾攻防戦
1917年、ロシアでは革命が起こり、そのためロシア軍は機能不全に陥っていた。二月革命によって成立したペトログラードの臨時政府は、それでも戦争の継続を行った。
この状況でドイツ軍は再度リガ湾攻略作戦を開始した。参加兵力は弩級戦艦10隻、軽巡洋艦8隻などである。10月12日、ドイツ軍は攻撃を開始した。ドイツ軍は砲台からの攻撃により駆逐艦1隻を失うも、オーゼル島に陸軍部隊を揚陸させた。ロシア共和国軍は、ムーン島に兵力を集中した。17日、ロシアの前弩級戦艦「スラーヴァ」「グラジュダニーン」、装甲巡洋艦「バヤーン」はドイツの弩級戦艦「カイザー」、「クローンプリンツ・ヴィルヘルム」と交戦した。この戦闘で「スラーヴァ」は大破し処分された。
10月21日にはムーン島も陥落しドイツ軍の2度目のリガ湾攻略は成功した。その後、十月革命でロシア共和国は倒れ、戦線離脱を主張するボリシェヴィキのソヴィエト政権が樹立された。

## 赤色艦隊とイギリス海軍との戦い
1918年11月11日に第一次世界大戦は終結したが、イギリスなどはロシア革命に介入し、バルト海でもソヴィエト・ロシア政府の赤色艦隊とイギリス海軍の戦闘が約1年間続いた。
1919年7月にはソヴィエト・ロシア防護巡洋艦「オレーク」がイギリス魚雷艇の攻撃で大破し、ソヴィエト・ロシア駆逐艦「アザールト」はイギリス潜水艦「L55」を沈めた。8月にはイギリス魚雷艇10隻以上の襲撃によりクロンシュタットでソヴィエト・ロシア軍の弩級戦艦「ペトロパーヴロフスク」、準弩級戦艦「アンドレイ・ペルヴォズヴァーンヌイ」、潜水母艦「パーミャチ・アゾーヴァ」が大破着底した。
結局1年続いた戦いでソヴィエト・ロシア軍は巡洋艦1隻、駆逐艦5隻他を、イギリス軍は巡洋艦「カサンドラ」、駆逐艦2隻などを失った。
1919年秋にはイギリス軍はバルト海から撤退した。

## 主な艦艇

### ドイツ帝国海軍
- ブラウンシュヴァイク級戦艦
  - ブラウンシュヴァイク
  - エルザス
- ナッサウ級戦艦
  - ナッサウ
  - ポーゼン
- カイザー級戦艦
  - カイザー
- ケーニヒ級戦艦
  - クローンプリンツ・ヴィルヘルム
- プリンツ・アーダルベルト級大型巡洋艦
  - プリンツ・アーダルベルト
  - フリードリヒ・カール
- ローン級大型巡洋艦
  - ローン
- マクデブルク級小型巡洋艦
  - マクデブルク
- ブレーメン級小型巡洋艦
  - ブレーメン
- コルベルク級小型巡洋艦
  - アウクスブルク
- フラウエンロープ級小型巡洋艦
  - ウンディーネ
- ナウティルス級機雷巡洋艦
  - アルバトロス

### ロシア帝国海軍・ソヴィエト政府海軍
- ガングート級（セヴァストーポリ級）戦艦
  - ペトロパーヴロフスク
- ボロジノ級戦艦
  - スラーヴァ
- アンドレイ・ペルヴォズヴァーンヌイ級戦艦
  - アンドレイ・ペルヴォズヴァーンヌイ
- ツェサレーヴィチ
- バヤーン級装甲巡洋艦
  - アドミラール・マカーロフ
  - パルラーダ
  - バヤーン(II)
- リューリク
- ボガトィーリ級防護巡洋艦
  - ボガトィーリ
  - オレーク
- オルフェーイ級駆逐艦
  - アザールト